# Szegedi Magyar Ellenállási Mozgalom-per
A szegedi Magyar Ellenállási Mozgalom 1947-es pere, más néven Lévay Béla és társai pere az egyik első koncepciós per volt az 1947-es országgyűlési választások után. Célja az volt, hogy felszámolja a kommunistákkal szemben a többpártrendszert képviselő szegedi konzervatív erők maradékát.
A koncepció kitalálója és részben kivitelezője (a később kabarékonferansziéként ismert) Komlós János, a szegedi ÁVH parancsnokhelyettese volt.
Az 1947-es „kékcédulás” országgyűlési választások után a szegedi államvédelmi  osztály hírhedtté vált eszközeit alkalmazva elkezdte felszámolni a kommunista vezetésű koalíción  kívüli konzervatív erőket. Az elképzelés szerint  meghatározó szegedi jobboldali politikai személyiségeket egy beszervezett provokátor („agent provocateur”) segítségével  illegális szervezet létrehozására bátorítanak fel, hogy azután lecsaphassanak a szervezkedőkre. A terv működött, a szervezkedés megindult. A fiktív szervezetbe belépett Lévay Béla (1945-ben a kisgazdapárt ifjúsági szervezetének, a Független Ifjúságnak titkára, aki a kisgazdapártban, később pedig a Független Magyar Demokrata Pártban tevékenykedett.). Lévay elfogása után az ÁVH szándékai szerint kapcsolt az ügyhöz és tartóztatott le más jobboldali közéleti személyiségeket, többek között Vass Bélát, a Független Kisgazdapárt egyik titkárát, Horváth Mártont, a kisgazdapárt alelnökét, Taraszovits Ödönt, a Polgári Demokrata Párt népbíráját, Székelyhídy Antal kisgazda, majd szabadságpárti járásbírósági titkárt. További csavart vitt az ügybe Rajk László belügyminiszter, aki nem engedte rögtön felszámolni a valóban megindult szervezkedést, hanem utasítást adott az amerikai imperializmussal való összekapcsolásra. Egy Budapestről küldött ÁVH ügynök „amerikai kémként” kapcsolatba lépett a szervezkedő csoporttal, hogy a vád és az ügy propagandaértéke még komolyabbá váljon. Az ügybe végül 40 személyt kevertek bele.
E per megmutatta, hogy a konzervatív nézetek terjesztésére és képviseletére a továbbiakban nincs legális lehetőség. A nem koalíciós pártok közül 1948 nyarán már csak a Demokrata Néppárt élt, de tevékenységének színtere csak a parlament maradt, szegedi szerepük megszűnt. A Független Magyar Demokrata Párt a választások után szintén megszüntette helyi tevékenységét.